# Ngô Kiến Dân
Ngô Kiến Dân (giản thể: 吴建民, bính âm: Wú Jiànmín) (1939 - 2016), người Trùng Khánh. Ông cũng là một trong những nhân viên đầu tiên của Cộng hòa Nhân dân Trung Hoa tại Liên Hợp Quốc kể từ khi nước này thay thế vị trí của Trung Hoa Dân Quốc vào năm 1972. Ông là một quan chức ngoại giao cấp cao Trung Quốc, cựu Giám đốc Văn phòng thông tin và phát ngôn viên Bộ ngoại giao Cộng hòa Nhân dân Trung Hoa. Hiệu trưởng Học viện Ngoại giao Trung Quốc. Từ năm 1994 đến 2003, ông là Đại sứ Trung Quốc tại Hà Lan, hoạt động trong Phái đoàn thường trực của Trung Quốc, tại Trụ sở Liên Hợp Quốc Genève và tại Thụy Sĩ cũng như các tổ chức quốc tế, Đại sứ đặc mệnh toàn quyền, Đại diện thường trực, Đại sứ đặc mệnh toàn quyền của Trung Quốc tại Pháp. Năm 1959, ông đã tốt nghiệp Học viện Ngoại ngữ Bắc Kinh chuyên ngành tiếng Pháp.